# Піскань (Арджеш)
Піскань, Піскані (рум. Piscani) — село у повіті Арджеш в Румунії. Входить до складу комуни Дирменешть.
Село розташоване на відстані 110 км на північний захід від Бухареста, 13 км на північ від Пітешть, 113 км на північний схід від Крайови, 93 км на південний захід від Брашова.

## Населення
За даними перепису населення 2002 року у селі проживали 932 особи. Рідною мовою 931 особа (99,9%) назвала румунську.
Національний склад населення села:
| Національність | Кількість осіб | Відсоток |
| -------------- | -------------- | -------- |
| румуни         | 868            | 93,1%    |
| цигани         | 63             | 6,8%     |